# Feloidea
Feloidea (Mačkolike životinje) (ili Aeluroidea) su natporodica koja pripada redu zvijeri. Obuhvaća četiri porodice zvijeri koje žive na kopnu. To su cibetke, mungosi, hijene i mačke. Pri tome treba spomenuti, da se cibetke i mungosi smatraju evolucijski starijim predstavnicima natporodice mačkolikih životinja, dok hijene i mačke, smatra se, potiču od njih.

## Vanjske poveznice
- Cats Are Not Weasels  Arhivirana inačica izvorne stranice od 27. lipnja 2006. (Wayback Machine)
- Superfamily Feloidea  Arhivirana inačica izvorne stranice od 6. lipnja 2006. (Wayback Machine)